# Station Grzępa
Station Grzępa is een spoorwegstation in Polen.